# Burg Kastenbühl
Die Burg Kastenbühl nahe Bohlingen im baden-württembergischen Landkreis Konstanz ist eine abgegangene Höhenburg auf dem Schiener Berg.

## Geographische Lage
Der Ort der einstigen Burg Kastenbühl befindet sich etwa 1,5 km südsüdwestlich der Kirche des Ortsteils Bohlingen der Stadt Singen auf einem des 587,4 m ü. NHN hohen Nordsporn des Schiener Bergs (715,6 m).

## Geschichte und Beschreibung
Die Hangburg wurde vermutlich im 13. Jahrhundert auf einem 40 Meter langen Burgplateau erbaut. Von der ehemaligen Burganlage sind noch Wall- und Grabenreste und Reste eines Rundturms erhalten.